# Saint-Gervais-les-Bains
Pour les articles homonymes, voir Saint-Gervais.
Saint-Gervais-les-Bains est une commune française située dans le département de la Haute-Savoie, en région Auvergne-Rhône-Alpes. Elle se situe dans le Val Montjoie, en  haute-vallée de l'Arve, dans la province historique du Faucigny, et que l'on nomme le pays du Mont-Blanc.

## Géographie

### Localisation

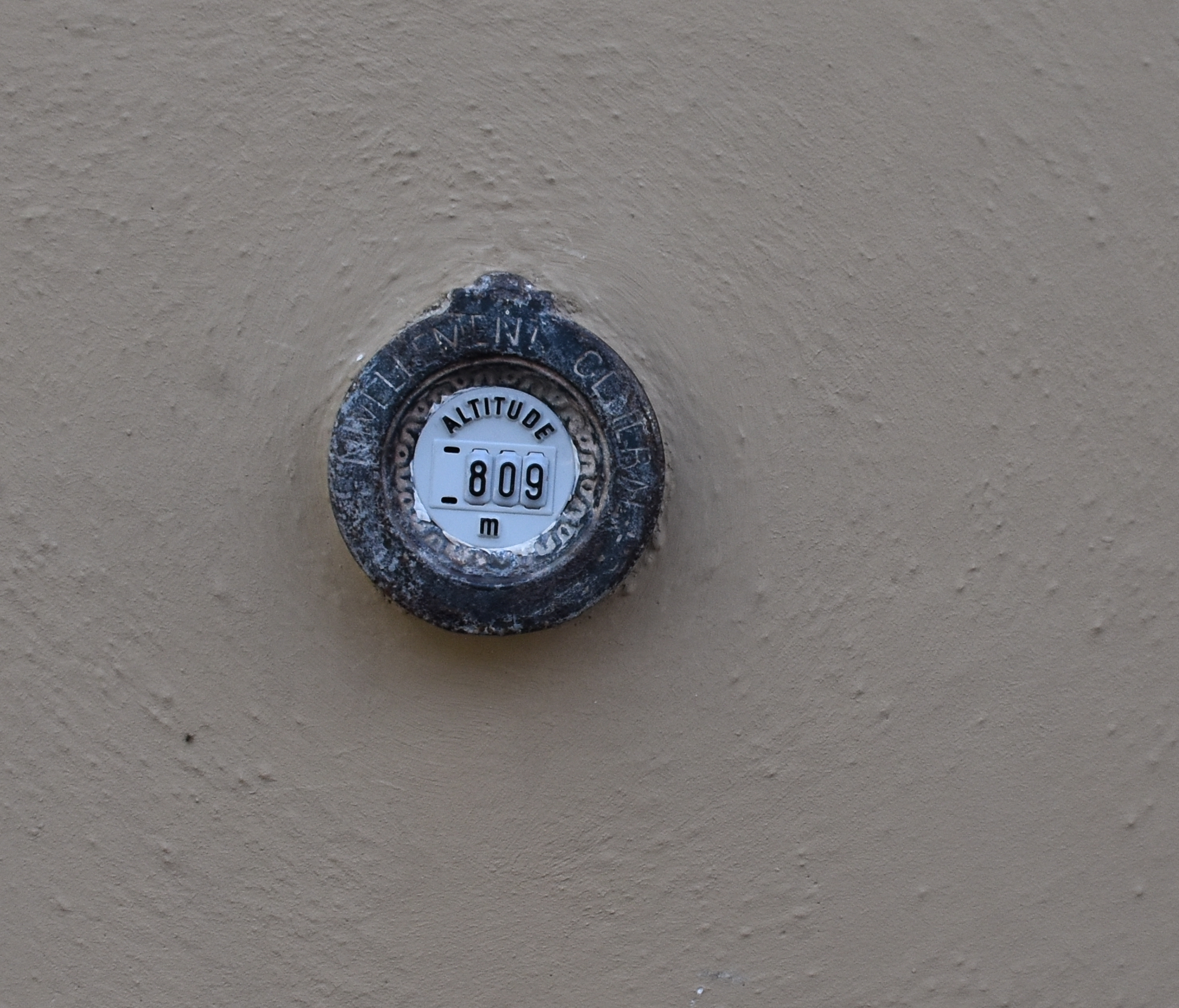
Repère de nivellement sur le mur de l'église : altitude 809 m.

La commune de Saint-Gervais, située sur les contreforts de la rive gauche de l'Arve, se trouve dans la haute-Vallée de l'Arve, qui correspond à la région historique et naturelle du Faucigny. Cette partie porte le nom depuis quelques années de pays du Mont-Blanc, nom que l'on trouve également avec la communauté de communes Pays du Mont-Blanc, créé en 2013. Le territoire de la commune recouvre une superficie de 8 720 ha (ou 6 363 ha selon la notice communale INSEE ou l'article consacré à la commune dans l'Histoire des communes savoyardes). Son territoire s'étale des rives de l'Arve situées à 590 m jusqu'aux pentes du mont Blanc. Le dénivelé est considéré comme l'un des plus importants pour une commune française.
À très haute-altitude la frontière franco-italienne (tracée en 1860) n'est pas matérialisée sur le terrain. Il en résulte un désaccord entre les deux Etats. Au titre des revendications françaises autour du mont Blanc, Saint-Gervais-les-Bains possèderait une exclave sur le versant sud englacé du dôme sommital, la frontière franco-italienne passant alors légèrement en contrebas au niveau du mont Blanc de Courmayeur. La commune serait ainsi l'une des deux plus élevées de France et d'Europe occidentale, à 4 806 m d'altitude, avec Chamonix-Mont-Blanc, qui partage le sommet sur son versant nord. L'Italie revendique le territoire de cette enclave au profit de Courmayeur.
Les communes limitrophes avec Saint-Gervais-les-Bains sont : Passy, Les Contamines-Montjoie, Megève, Combloux, Demi-Quartier, Domancy, Les Houches et Chamonix pour la France, et Courmayeur pour l'Italie.

### Géologie et relief, hydrographie

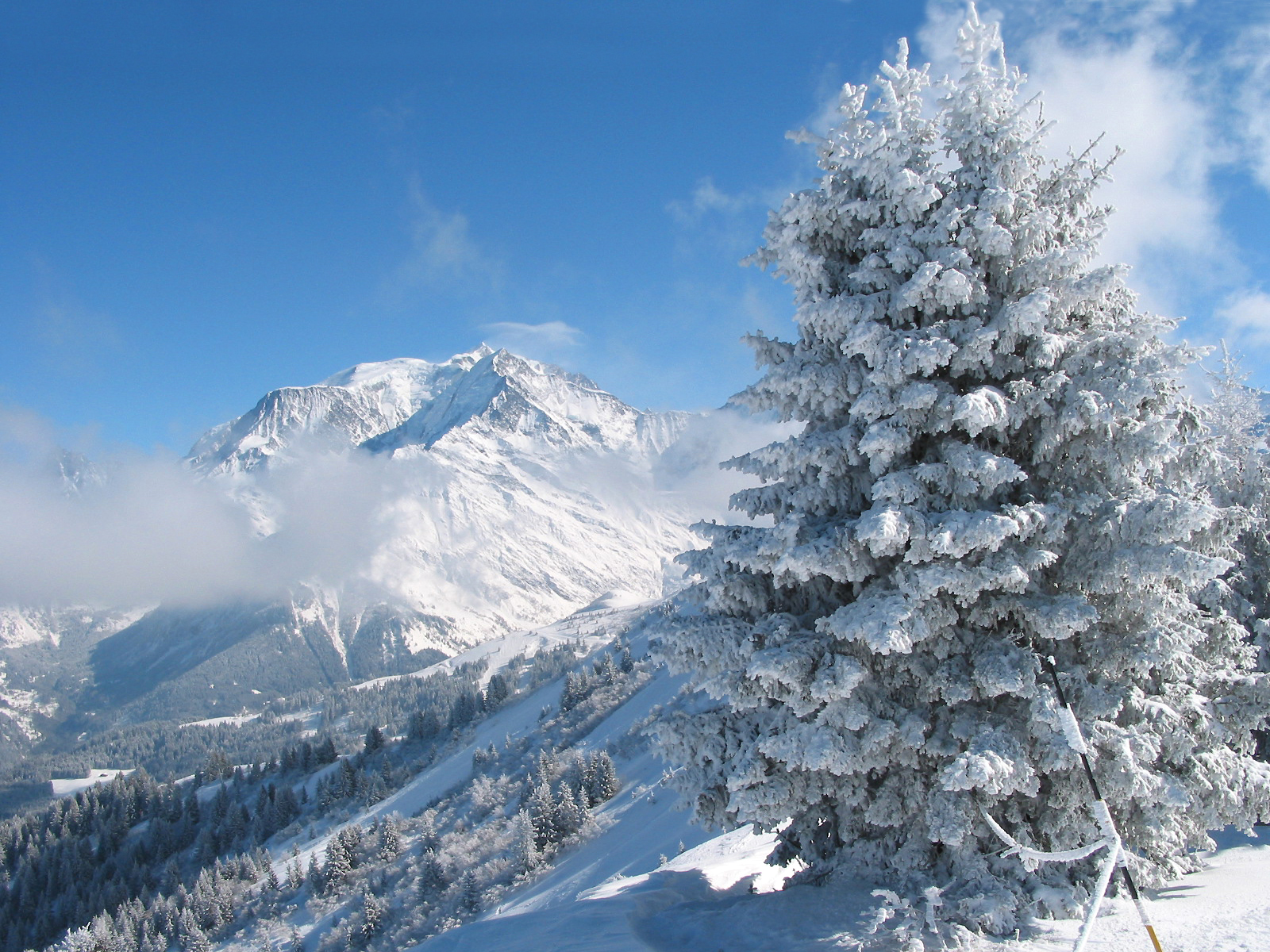
Le mont Blanc.

Altitude de la station : de 850 à 4 806 m. Elle est traversée par un torrent, le Bonnant, ayant creusé une profonde gorge qui a été enjambée une deuxième fois dans la commune, en aval du premier pont historique, par un pont spectaculaire, le viaduc de Saint-Gervais dont la première pierre est posée le 10 avril 2010 est qui est inauguré en 2012.

### Morphologie urbaine
La commune de Saint-Gervais possède de nombreux hameaux ou villages ou écarts : Le Bettex, les chalets de Miage ; les chalets du Truc ; le Champel ; Bionnassay ou encore l'ancienne commune de Saint-Nicolas-de-Véroce.
La commune est organisée en quartiers ou hameaux : Le Bettex, Bionnay ; avenue de Miage et route des Contamines ; Saint-Nicolas-de-Véroce ; Mont Paccard ; Ma Forêt ; Vernet, La Perette, Les Pratz et Les Bernards.

### Climat
Le climat y est de type montagnard en raison de la présence du massif alpin. D'un point de vue des données météorologiques, il est important de préciser s'il s'agit de l'agglomération à une altitude d'environ 1 000 mètres ou du sommet du mont Blanc à 4 806 mètres. Pour ce dernier, la vitesse du vent peut atteindre 150 km/h et la température −40 °C. Les conditions météorologiques peuvent y changer très rapidement avec l'arrivée de neige et de brouillard. Le vent renforce l'effet de froid (refroidissement éolien), la température apparente chute de 10 °C tous les 15 km/h de vent.

### Voies de communication et transports
La commune est reliée au réseau ferroviaire national grâce à la gare de Saint-Gervais-les-Bains-Le Fayet. Celle-ci constitue le terminus de la ligne de La Roche-sur-Foron à Saint-Gervais-les-Bains-Le Fayet, intégré au RER franco-valdo-genevois le Léman Express. C'est aussi le départ de la ligne de Saint-Gervais-les-Bains-Le Fayet à Vallorcine (frontière), exploité par la SNCF et du tramway du Mont-Blanc exploité par la Compagnie du Mont-Blanc. Cette situation ferroviaire fait que le territoire communal comporte cinq gares : Saint-Gervais-les-Bains-Le Fayet, Saint-Gervais-les-Bains, Col-de-Voza, Bellevue et du Nid-d'Aigle.
Pour ce qui est des déplacements individuels, 49.8 % des ménages Saint-Gervelains possèdent une voiture, 38.8 % en ont deux et enfin 11,4 % n'ont pas de véhicules.
En 2022-2023, des travaux sont menés sur la commune : nouveau télésiège 6 places de l'Arbois, finalisation du groupe scolaire du Fayet, démarrage des travaux du pôle d'échange modal, construction d'un ascenseur valléen, nouveau parking suspendu de 500 places, nouvelle gare pour le tramway du Mont-Blanc et ses 4 nouvelles motrices, modernisation du parc thermal, construction d'un ascenseur incliné pour rejoindre le parc au centre-bourg, fin des travaux sur 5 chapelles de montagne.

## Urbanisme

### Typologie
Au 1er janvier 2024, Saint-Gervais-les-Bains est catégorisée ceinture urbaine, selon la nouvelle grille communale de densité à sept niveaux définie par l'Insee en 2022.
Elle appartient à l'unité urbaine de Sallanches, une agglomération inter-départementale regroupant douze  communes, dont elle est une commune de la banlieue,,. Par ailleurs la commune fait partie de l'aire d'attraction de Saint-Gervais-les-Bains, dont elle est la commune-centre,. Cette aire, qui regroupe 7 communes, est catégorisée dans les aires de moins de 50 000 habitants,.

### Occupation des sols
L'occupation des sols de la commune, telle qu'elle ressort de la base de données européenne d’occupation biophysique des sols Corine Land Cover (CLC), est marquée par l'importance des forêts et milieux semi-naturels (88,2 % en 2018), en diminution par rapport à 1990 (90,3 %). La répartition détaillée en 2018 est la suivante : 
forêts (35,7 %), espaces ouverts, sans ou avec peu de végétation (29,5 %), milieux à végétation arbustive et/ou herbacée (23 %), zones urbanisées (6,9 %), prairies (3,5 %), zones agricoles hétérogènes (1,3 %), terres arables (0,2 %).
L'IGN met par ailleurs à disposition un outil en ligne permettant de comparer l’évolution dans le temps de l’occupation des sols de la commune (ou de territoires à des échelles différentes). Plusieurs époques sont accessibles sous forme de cartes ou photos aériennes : la carte de Cassini (XVIIIe siècle), la carte d'état-major (1820-1866) et la période actuelle (1950 à aujourd'hui).

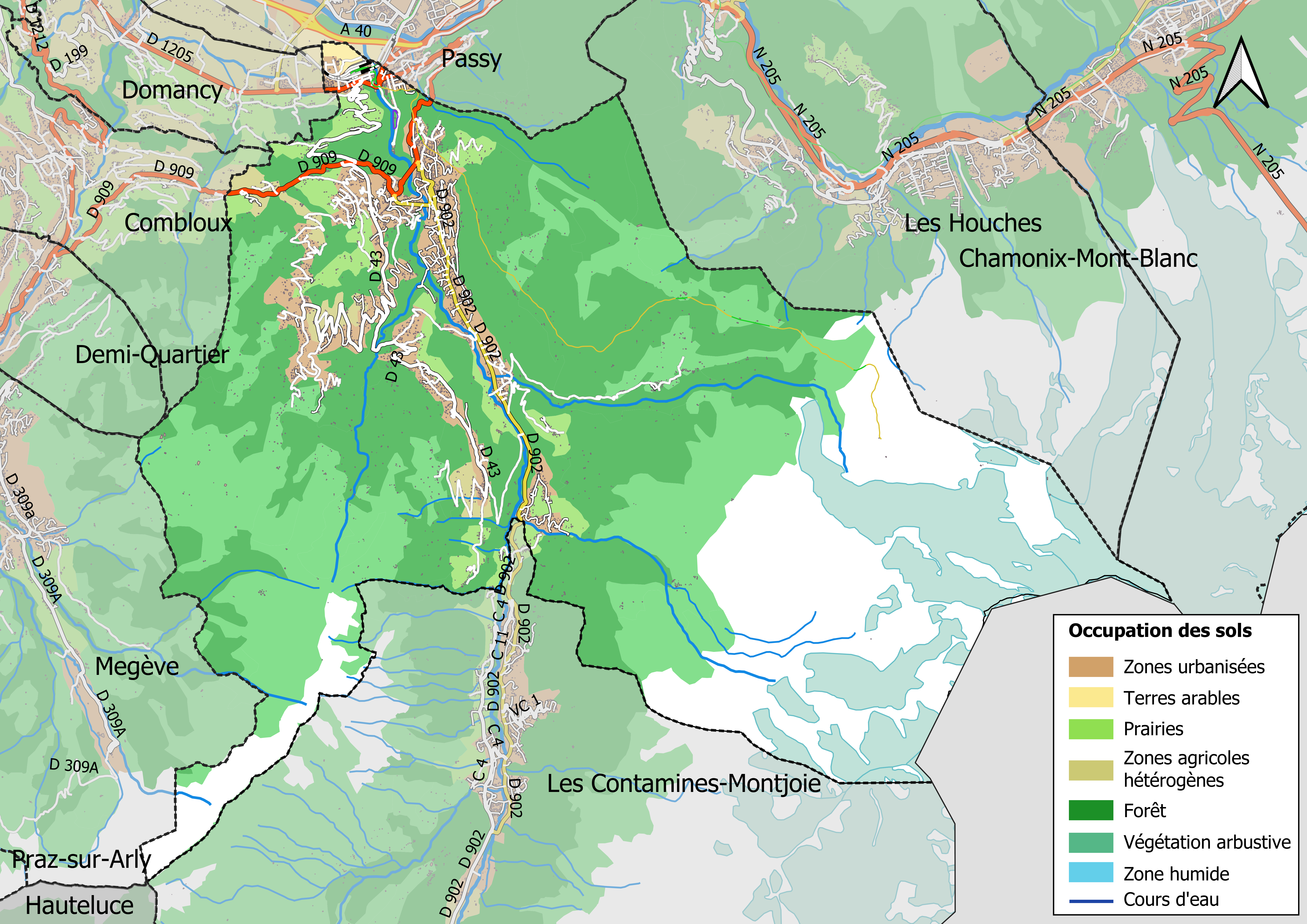
Carte des infrastructures et de l'occupation des sols en 2018 (CLC) de la commune.
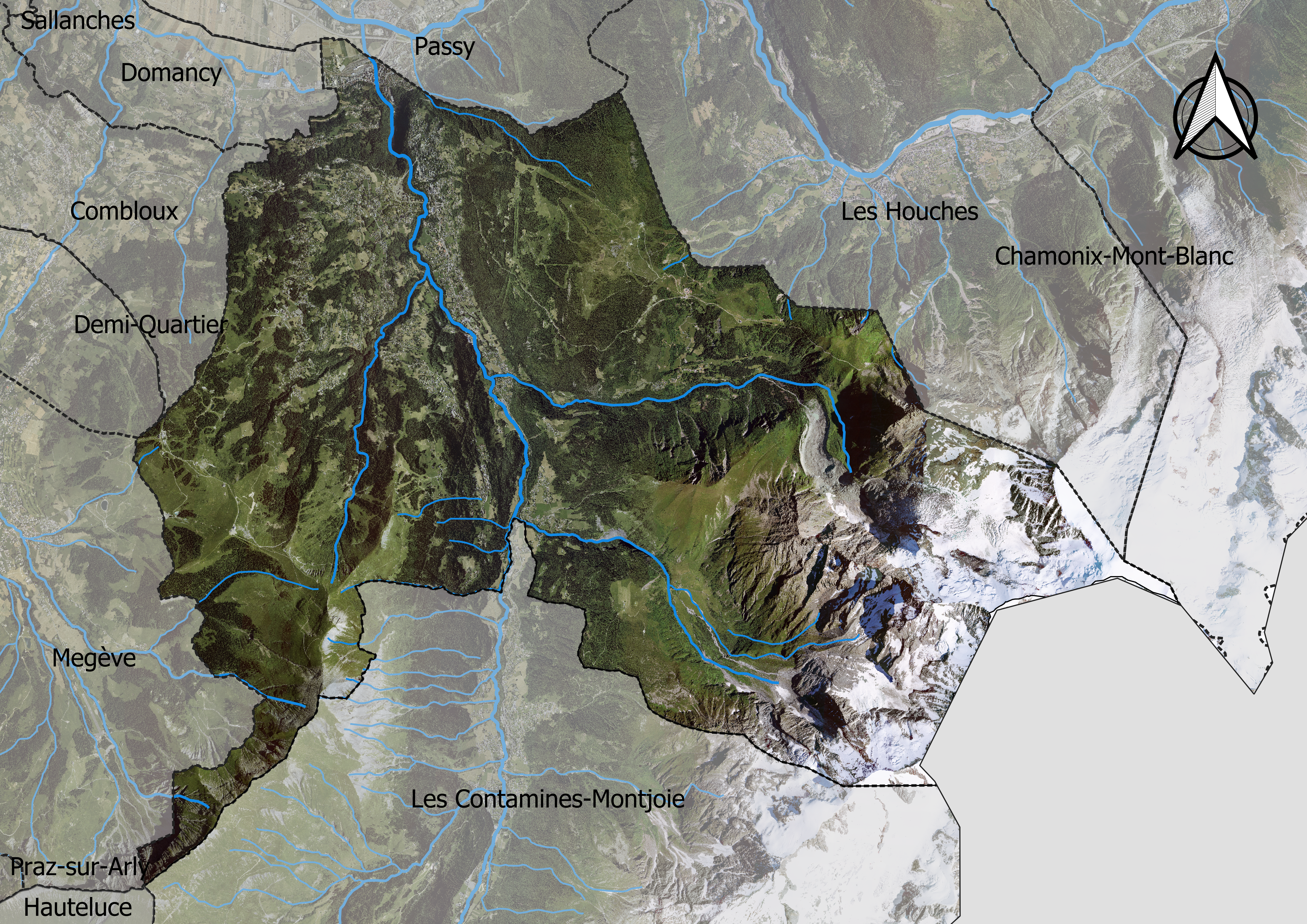
Carte orthophotogrammétrique de la commune.

### Morphologie urbaine
L'agglomération industrielle et le nœud ferroviaire et routier du Fayet, situés dans la vallée de l'Arve, forment un véritable village dépendant en partie de la commune de Saint-Gervais (l'autre partie étant rattachée à la commune de Passy).

### Logement

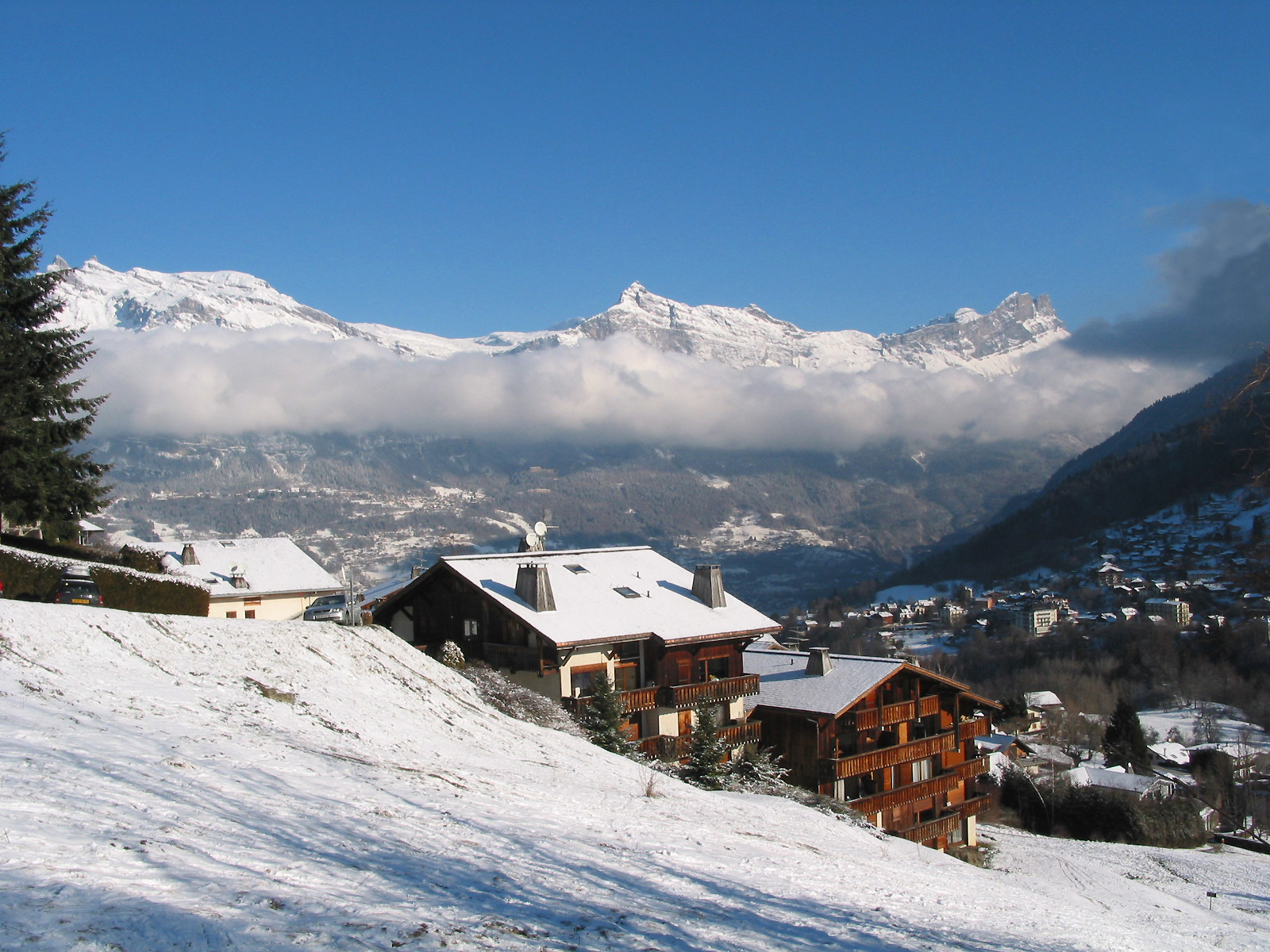
Panorama de la vallée vu depuis la rue du Mont-Joly.

Saint-Gervais-les-Bains comptait 7 988 logements en 2009. Les logements sont à 31,6 % des résidences principales, 64,6 % sont des résidences secondaires et 3,8 % sont des logements vacants. L'ensemble de ces logements est réparti de la manière suivante : 6,2 % sont des studios, 17,3 % sont des logements ayant deux pièces, 25,7 % ont trois pièces, 23,1 % ont quatre pièces et enfin 27.7 % sont des logements dont le nombre de pièces est égal ou supérieur à cinq. On sait également que 62,7 % des habitants sont propriétaires, 32,3 % locataires et 5 % sont des personnes logées à titre gratuit.

## Toponymie
Le nom officiel de la commune est Saint-Gervais-les-Bains selon le Code officiel géographique français, depuis le 7 avril 1867,. Le toponyme associe l'ancien nom de la commune, « Saint-Gervais », au syntagme « -les-Bains », en raison du développement thermal de la commune.

Saint-Gervais est le nom d'un saint, Gervais. Saint Gervais avec son frère jumeaux, Protais, fils des saints Vital et Valérie, sont martyrisés sous le règne de l'empereur Néron. Les jumeaux sont les saints patrons de l'église paroissiale du chef-lieu.
On trouve la mention du village sous la forme latine Sancti Gervasii burgus ou de l'église vers 1344, Cura Si Gervasii. La forme de Saint-Gervais est utilisée jusqu'en 1867, et elle s'est même maintenue durant l'occupation révolutionnaire française,.
En francoprovençal, le nom de la commune s'écrit San-Zharvé, selon la graphie de Conflans.
Dès les années 1980, la redéfinition de l'image de la commune est entreprise avec le début de l'appropriation du mont Blanc, dans son appellation touristique comme dans son nouveau logo. Pour la commune, le syntagme « -les-Bains » est remplacé, depuis 2009, sans pour autant avoir de valeur légale puisqu'aucun décret officiel n'a encore validé ce changement, par celui de « Mont-Blanc », donnant Saint-Gervais Mont-Blanc. Le nouveau toponyme apparaît ainsi sur le logo établi dans le cadre promotionnel et touristique de la station-village, mais aussi sur les supports de communication de la commune. Cette orientation permet de mettre en avant le sommet en partie revendiqué par la commune.

## Histoire

### Période antique
Le Val Montjoie a été habité depuis très longtemps (plus de 4000 ans). On a en effet trouvé des outils de silex au-dessus du Truc, qui doivent dater du Néolithique récent (2000 à 3000 ans av. J.-C.). L'analyse des pollens atteste la présence d'une agriculture céréalière entre 2700 et 2300 ans av. J.-C.

#### Les Ceutrons
Les hautes vallées alpines (Montjoie, Val d'Arly, Tarentaise, Beaufortin, Chamonix) étaient habitées par les Ceutrons, peuplade celto-ligure tardivement pacifiée par les Romains, qui ont ensuite arbitré les conflits avec leurs voisins Allobroges de la vallée de l'Arve en 74 apr. J.-C..

#### L'oppidum des Amerands
On trouve également des traces d'un oppidum aux Amerands dominant l'entrée Nord-ouest de la vallée, à proximité duquel on a observé quelques traces de pièces romaines (trésor de Robinson).
La vallée du Bon Nant a donc été, dès le Ier siècle, un lieu de passage (col du Joly, col du Bonhomme, col de la Seigne), et de pâture.

### Le Moyen Âge
En 1355, le nouveau château dit de la Comtesse, car traditionnellement considéré comme édifié par la Grande Dauphine Béatrix, devient le centre de la seigneurie. Ce nouveau rôle politique est complété par la mise en place d'une foire double, qui est inaugurée le « jour de l'Exaltation de la Sainte-Croix », le 14 septembre 1371,. Ces deux foires sont ainsi organisées toutes les années « le quatorzième septembre avec son retour assigné au quatrième octobre suivant jour saint François »,. Le marché qui a lieu le mercredi est quant à lui maintenu.

#### Mandement de Montjoie
Le Val Montjoie devient administrativement le mandement de Montjoie qui comprend 63 villae pour cette châtellenie en 1377.

#### Les paroisses

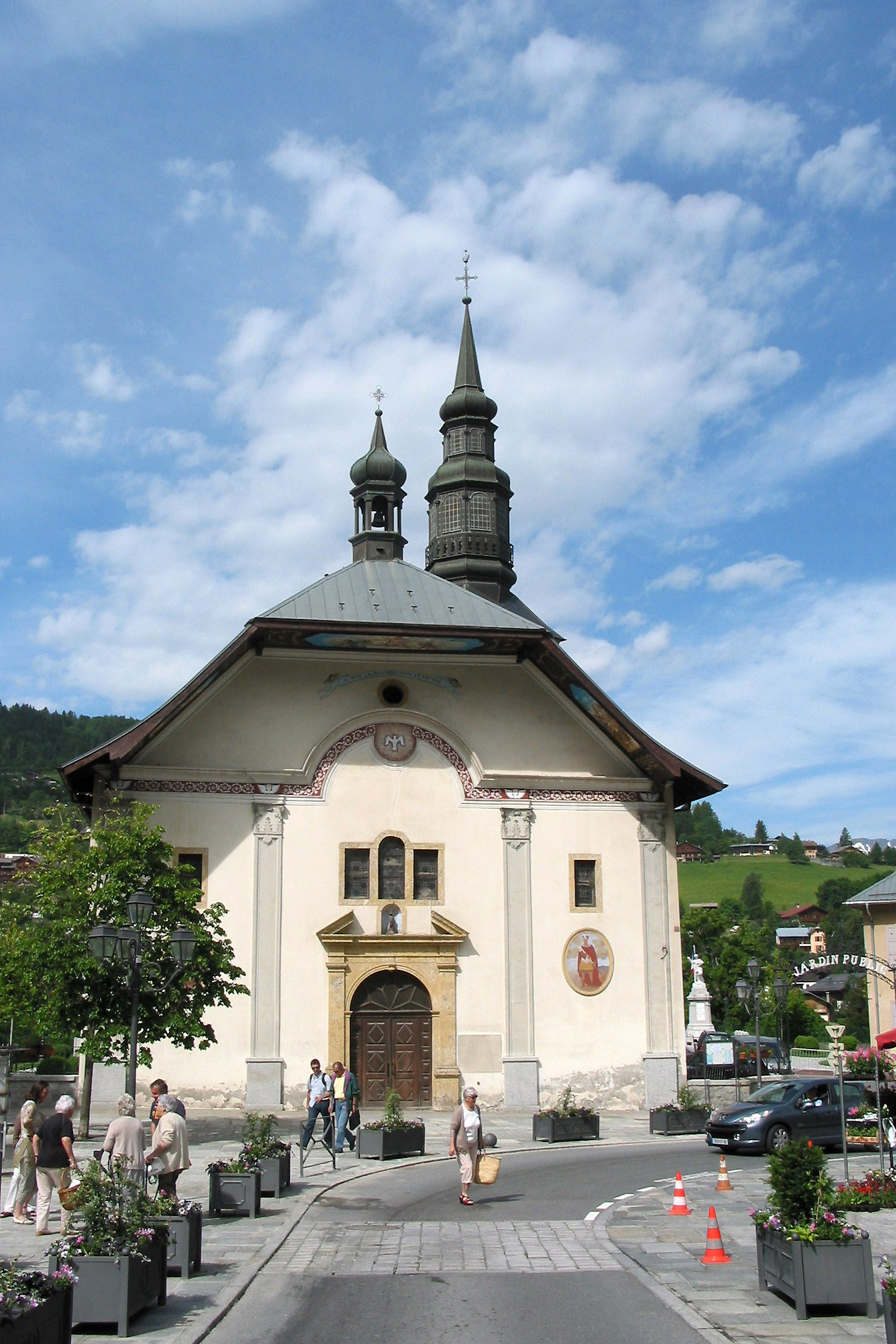
L'église Saint-Gervais et Protais.

La vallée regroupe deux grandes paroisses : Saint-Nicolas de Véroce au sud, et Saint-Gervais au nord, sans oublier une autre paroisse de création tardive Notre-Dame de la Gorge, dès le XIIe siècle.

#### Le Val Montjoie savoyard
En 1355, le Val Montjoie cesse d'être le bastion avancé du Faucigny et rejoint le comté de Savoie. La disparition de la frontière laisse à l'abandon le château des Contamines. Le pouvoir, qui devient essentiellement économique, est transféré sur Saint-Gervais dans la maison forte de la Comtesse.

### Essor rural
Dès le XIVe siècle, la vie rurale s'organise autour d'une douzaine de hameaux disséminés sur les deux versants : Bionnasset, Bionnay, le Champel, Motivon, la Gruvaz, les Pratz, Orsin, la Planchette, la Cry, Cupelin, la Forêt. Le bourg n'est qu'un petit hameau parmi les autres.

#### La foire d'automne (1371)
Saint-Gervais participe à l'essor commercial de la fin du Moyen Âge et organise l'une des trois grandes foires importantes des Alpes du Nord, avec Martigny et Sembrancher en Valais (1392) et avec Courmayeur en Vallée d'Aoste (foire d'automne).

#### La montagne à vaches
L'élevage domine, mais contrairement aux idées reçues, la domination de l'élevage bovin ne s'affirme qu'au XVIIIe siècle. Auparavant, les ovins et les caprins dominaient le cheptel.

#### Les alpages
À la suite des albergements de 1287 et 1307, la communauté locale obtient de la comtesse Beatrix, la propriété des montagnes ou alpages. La gestion de ces propriétés indivises ou communales permet un apprentissage précoce de la démocratie locale. Les montagnes de Voza et du Prarion, de Miage et de Tricot d'Hermance et du Mont d'Arbois sont communes à tous les hameaux qui se trouvaient à leurs pieds.

#### Châteaux et maisons fortes

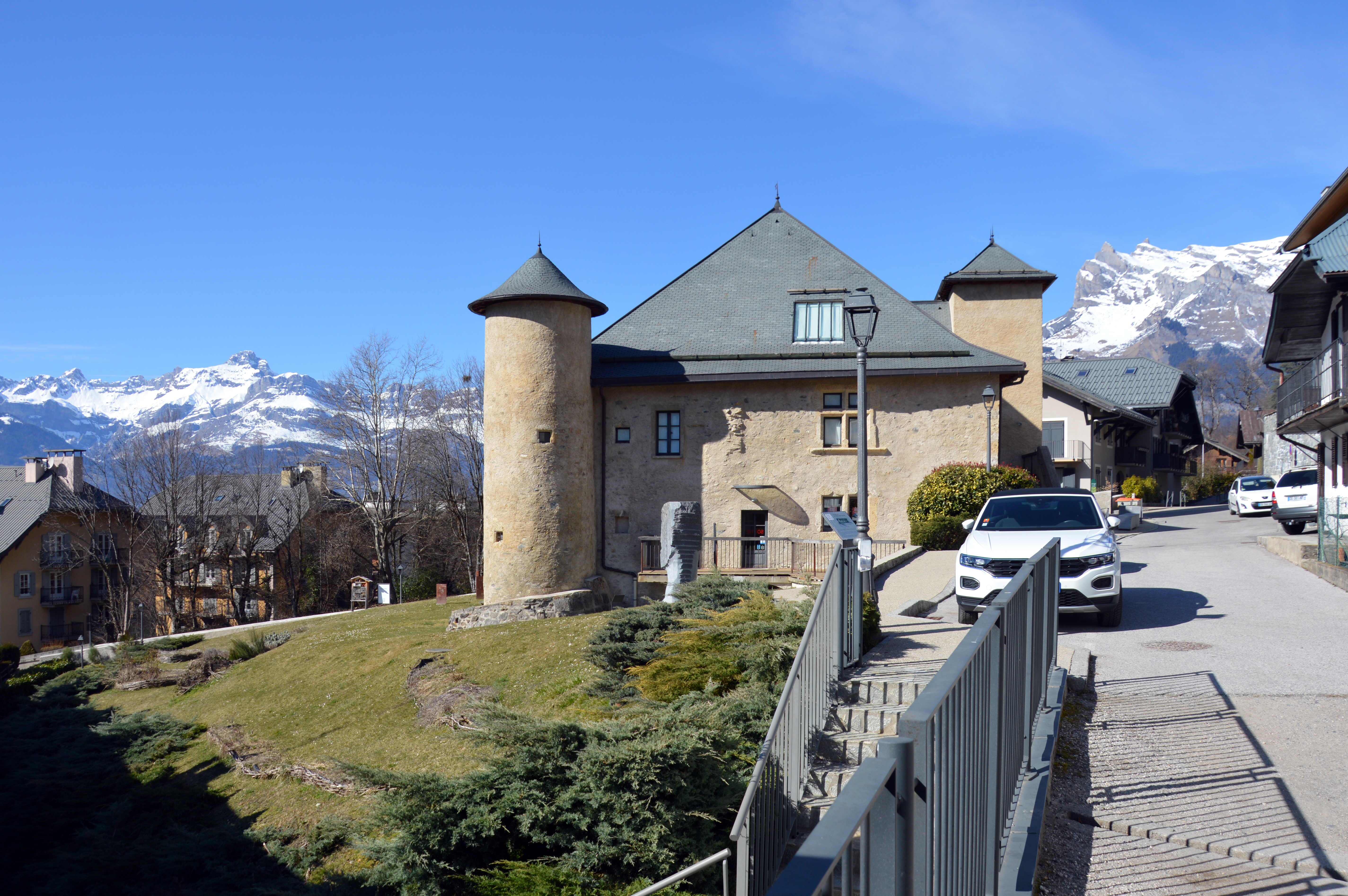
Maison forte de Hautetour en 2025.

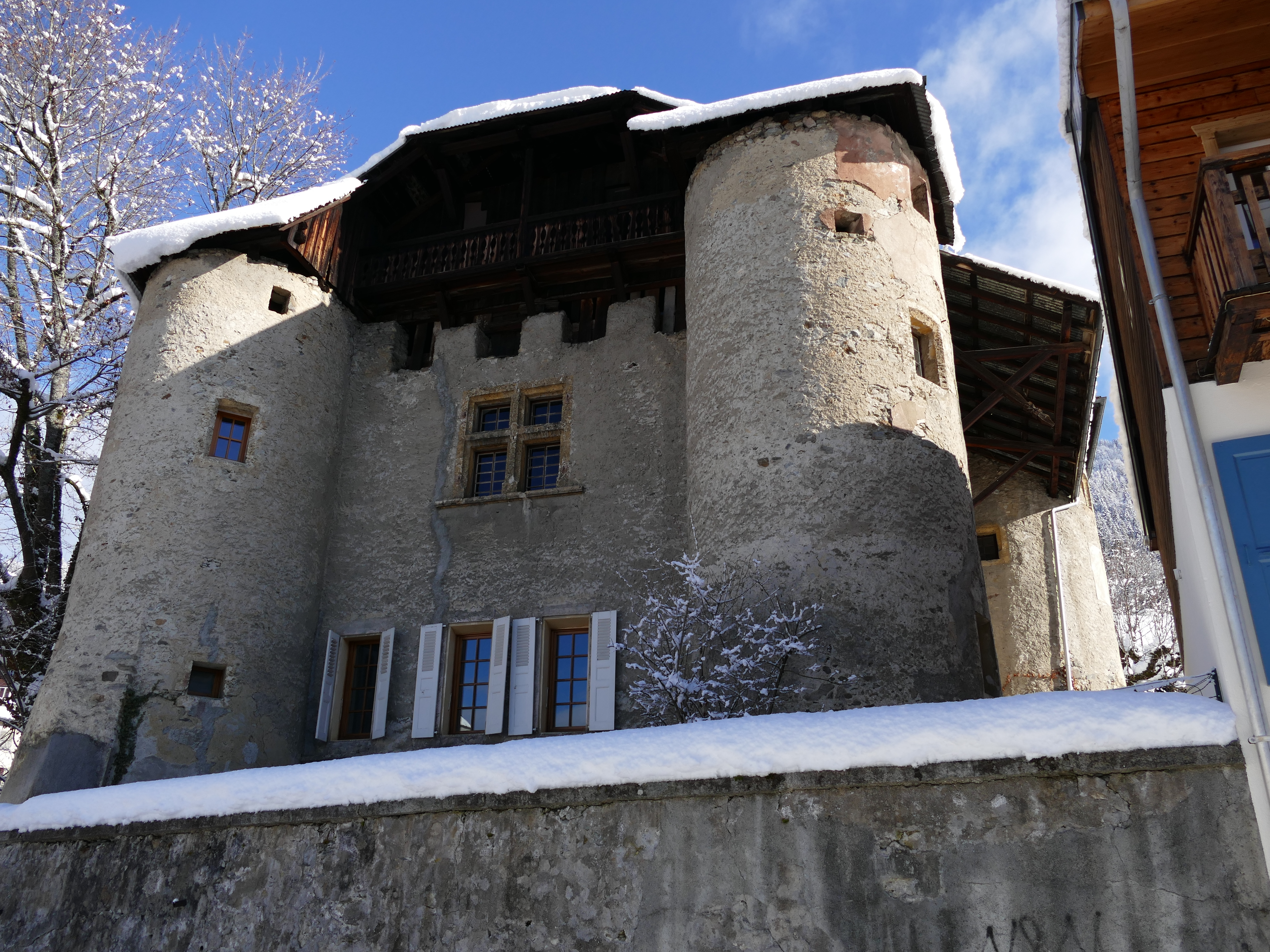
Maison forte dite de la Comtesse.

La plupart des demeures nobles ont disparu et ne laissent percevoir que quelques petits morceaux de ruines comme le Châtelet, la tour de Bongain côté Neirey, le château de Menthon, côté La Villette. On a aussi les traces plus hypothétiques des châteaux du Rosay, de Cupelin, du Freney et du Maccan.
La maison forte de Hautetour a fait l'objet d'une étude archéologique à l'été 2006 par la société Archéodunum (Suisse). Il s'agit d'un édifice de la seconde moitié du XIIIe siècle, remanié à 7 reprises jusqu'au XVIIIe siècle.
Celle dite de la Comtesse est la mieux conservée et la plus récente des maisons fortes. Elle correspond au déplacement géographique du pouvoir politique de la châtellenie de Montjoie et à la prospérité économique de Saint-Gervais au XIVe. Elle a été édifiée par le comte de Savoie en 1373.

### Baroque populaire

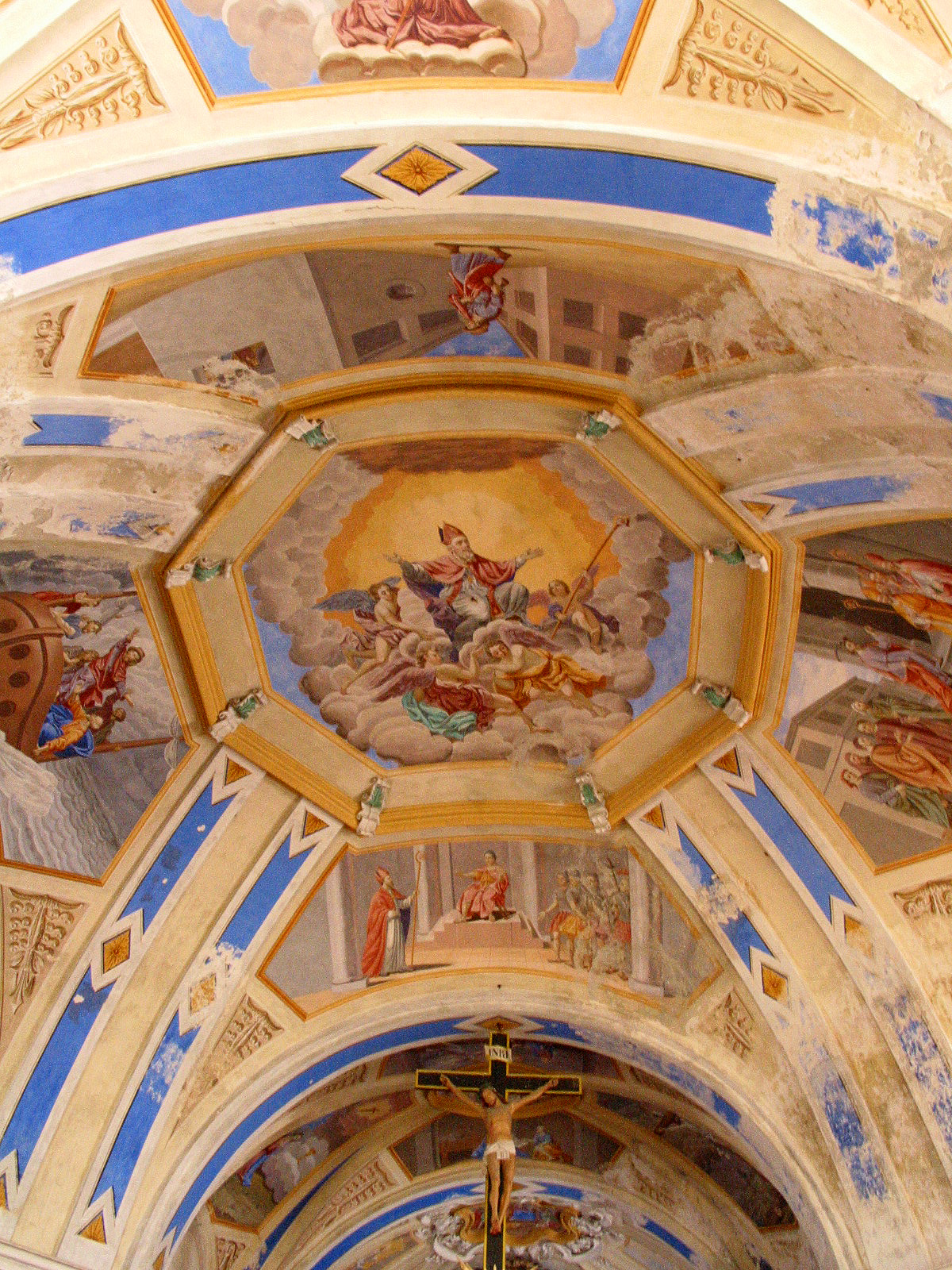
Fresques de l'église de Saint-Nicolas de Véroce (XVIIe siècle).

#### Les joyaux du baroque:XVIIeetXVIIIesiècles
De cette période date la construction des églises par les architectes du Val Sesia avec le soutien des quelques émigrés qui ont fait fortune comme Nicolas Revenaz des Pratz.

#### 1698: l'église de Saint-Gervais
Saint-Gervais est une église de type halle sans transept. Son clocher fut détruit par la foudre en 1792, reconstruit seulement en 1819, sous la restauration sarde, par l'architecte Claude François Amoudruz de Samoëns. C'est un clocher aux « souples étagements et bulbes légèrement écrasés ».

#### 1729: l'église de Saint-Nicolas de Véroce
L'église de Saint-Nicolas-de-Véroce fut elle aussi reconstruite avec l'aide des émigrés et terminée en 1729. C'est un véritable petit musée du baroque populaire avec ses multiples aménagements au cours du XVIIIe siècle.

#### Les chapelles
La plupart des hameaux ont construit leur chapelle, petite église baroque miniature avec leur retable comme celles des Plans, de Véroce, des Pratz et surtout celle des Chattrix.

### Contemporain

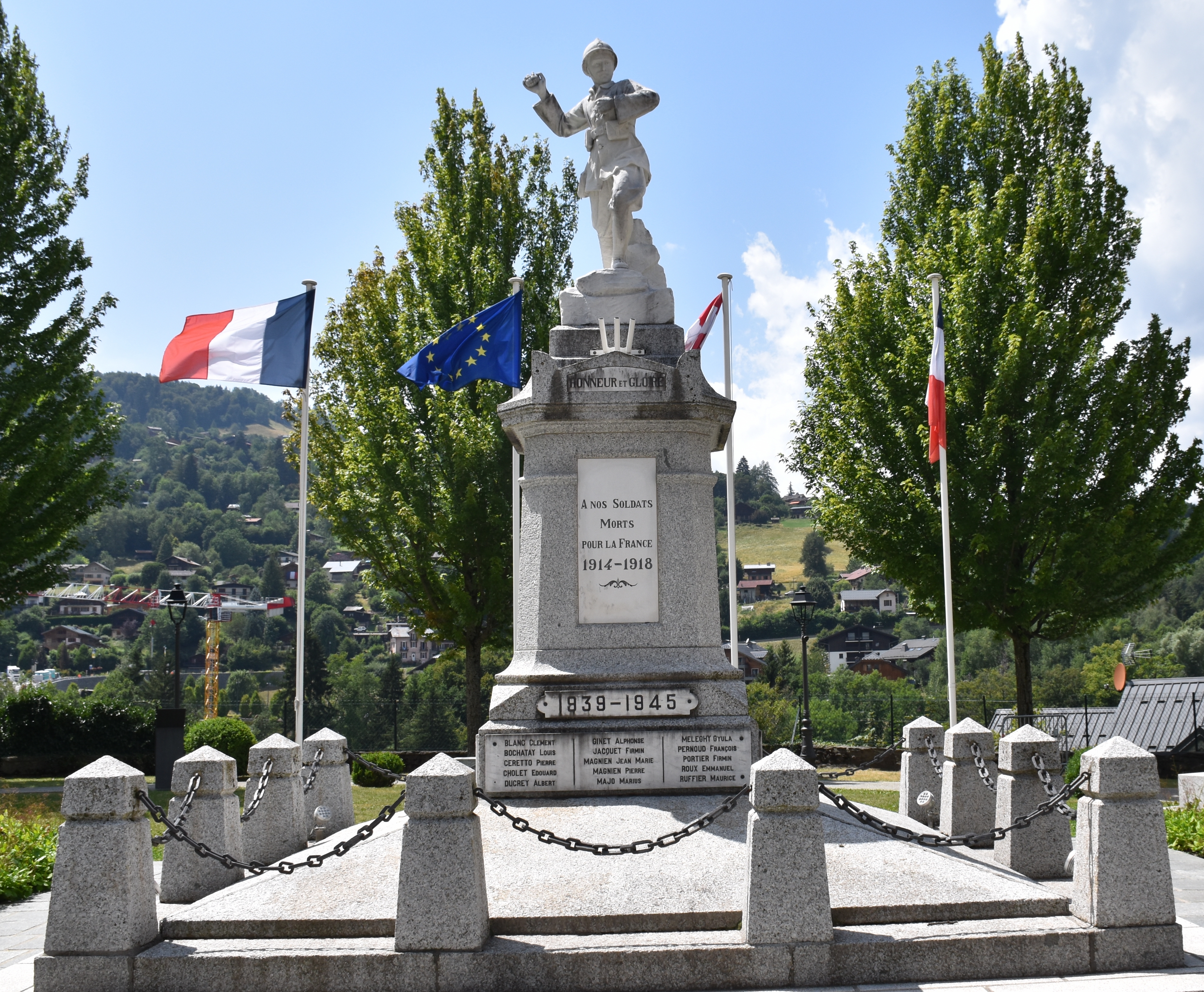
Le monument aux morts.

Lors des débats sur l'avenir du duché de Savoie, en 1860, la population est sensible à l'idée d'une union de la partie nord du duché à la Suisse. Une pétition circule dans cette partie du pays (Chablais, Faucigny, Nord du Genevois) et réunit plus de 13 600 signatures, dont 173 pour Saint-Gervais, 53 pour Saint-Nicolas-de-Véroce,. Le duché est réuni à la suite d'un plébiscite organisé les 22 et 23 avril 1860 où 99,8 % des Savoyards répondent « oui » à la question « La Savoie veut-elle être réunie à la France ? ».
Le 12 juillet 1892 un lac sous-glaciaire du glacier de Tête-Rousse rompt son soutien et provoque une formidable vague d'eau, de glace, de rochers et de boue qui emprunte la combe de Bionnassay, détruit en partie le village de Bionnay, avant de dévaler les gorges du Bonnant. Le premier pont du Diable, d'époque médiévale, de nombreuses maisons et finalement les bâtiments thermaux situés au Fayet sont détruits, plus de 200 personnes trouvent la mort,.
En 1936, construction de l'église Notre-Dame des Alpes, dans le secteur du Fayet.
En 1973, la commune de Saint-Nicolas-de-Véroce est rattachée à Saint-Gervais.
En 1977, construction du télésiège de l'Arbois.
Le 1er janvier 2022, une importante coulée de boue et de pierres d'un volume estimé à 15 000 m3 a coupé à deux endroits la route d'accès au village de Bionnassay.

### Station thermale
Les sources thermales sont découvertes en 1806 au Fayet par M. Gontard. Le développement des bains permet à Saint-Gervais de participer à la grande vogue des bains au XIXe siècle. On dénombre 600 baigneurs dès 1824.
La catastrophe du 12 juillet 1892 stoppe brutalement cette prospérité : un phénomène de lave torrentielle provoquée par la rupture d'une poche d'eau glaciaire entraîne la destruction quasi totale des thermes.
Par la suite, les thermes se sont à nouveau développés et sont reconnus dans le milieu médical pour le traitement des maladies ORL et des grands brûlés, avec également une gamme de produits cosmétiques.
Le nombre de curistes ne cesse d'augmenter passant de 1 853 dans les années 1973 à près de 5 000 dans les années 2000. L'exploitant développe également les activités de bien-être.
En 2016, le groupe L'Oréal acquiert la société de gestion Les Thermes de Saint-Gervais-les-Bains et la licence de marque Saint-Gervais Mont-Blanc.

### Mont Blanc

#### Les précurseurs
La voie normale vers le mont Blanc passe en grande partie par Saint-Gervais.
Dès 1784, des alpinistes dont Cuidet de Saint-Gervais ont failli réussir la première ascension mais ils ont buté devant l'arête des bosses, deux ans avant la première chamoniarde de 1786.
1815 - 1820 : nouvel échec du Dr Hamel, conseiller du Tsar.
1808 : 14 juillet, la première femme à accéder au mont Blanc, via Chamonix, est une Saint-Gervolaine d'origine : Marie Paradis.
1855 : ouverture de la voie royale. Les britanniques Hudson, Kennedy, Smythe arrivent au sommet du mont Blanc en venant de Saint-Gervais, mais en évitant l'arête des Bosses.
1859 : l'arête des Bosses est ouverte par le même Hudson. La voie royale est définitivement ouverte et, la même année, la cabane du Goûter a été construite pour servir de refuge aux alpinistes empruntant cette voie.
1864 : les guides du val Montjoie organisent la compagnie des guides de Saint-Gervais pour amener les alpinistes au mont Blanc par la voie saint-gervolaine.
Mais c'est le train qui va confirmer la « voie royale » par Saint-Gervais.
1898 : arrivée du train. La société PLM amène le train à Saint-Gervais dans le bas de la commune, au Fayet. L'arrivée du train va faire de ce petit hameau le deuxième centre de la commune.
1904 : le Tramway du Mont-Blanc.
1909 : premier tronçon du Tramway du Mont-Blanc, Le Fayet/Col du Voza.
1913 : deuxième tronçon du Tramway du Mont-Blanc qui va permettre d'accéder au glacier de Bionnassay.
La voie royale d'accès au Mont-Blanc, point culminant de la commune et de l'Union européenne, a toujours alimenté l'imaginaire des techniciens du XIXe siècle qui ont souvent rêvé de faire monter leur machine jusqu'au sommet.
Le premier projet date de 1834.
À la fin du XIXe siècle, les projets se multiplient : comme le projet Issartier de 1895 tout en souterrain : train + ascenseur. Deux projets plus sérieux entrent en concurrence en 1899, en version chemin de fer complète. Le premier, soutenu par Vallot et Fabre, part des Houches favorise la vallée de Chamonix. Le second, est soutenu par Dupportal qui a le mérite d'avoir amené le train au Fayet. C'est un contre projet qui se présente en tramway et qui reste totalement à l'air libre. C'est ce projet saint-gervolain qui l'emporte en 1904, et confirme la voie royale du Mont-Blanc par Saint-Gervais.

### Ski depuis 1930
Cette aventure commence avec la construction du téléphérique Saint-Gervais-Le Bettex en 1936 par la famille Viard, en même temps que l'arrivée d'un téléphérique à Bellevue côté Prarion (domaine skiable des Houches), puis au Mont d'Arbois en 1937 permettant l'accès au domaine skiable du mont d'Arbois et la jonction avec Megève.
Depuis, l'équipement des deux massifs Arbois et Prarion n'a cessé de se développer, pour devenir l'activité principale de cette station multicarte avec l'urbanisme correspondant : résidences secondaires et immeubles locatifs.

## Politique et administration

### Situation administrative
Depuis le redécoupage cantonal de 2014, la  commune est intégrée au canton du Mont-Blanc, avec Chamonix-Mont-Blanc, Les Contamines-Montjoie, Les Houches, Passy, Servoz et Vallorcine. Le bureau centralisateur se trouve à Passy.
Anciennement rattachée au syndicat mixte du Pays du Mont-Blanc (regroupant initialement 14 communes), elle est depuis 2013 membre de la communauté de communes Pays du Mont-Blanc (CCPMB) regroupant dix communes, avec Combloux, Les Contamines-Montjoie, Cordon, Demi-Quartier, Domancy, Megève, Praz-sur-Arly, Passy et Sallanches (les quatre autres communes ont formé la communauté de communes de la Vallée de Chamonix-Mont-Blanc).
Saint-Gervais-les-Bains relève de l'arrondissement de Bonneville et de la sixième circonscription de la Haute-Savoie (créée en 2009).

### Tendances politiques et résultats
Les habitants de la commune de Saint-Gervais-les-Bains votent majoritairement à droite depuis 1989, en élisant Georges Hottegindre à deux reprises puis Jean-Marc Peillex à quatre reprises , Georges Hottegindre ne s'étant pas représenté en 2001. Jean-Marc Peillex est adhérent à l'UDI. À l'élection présidentielle de 2017, les saint-gervolains votent à 26,82 % pour François Fillon.

### Liste des maires
| Période                                  | Période                    | Identité                   | Étiquette                     | Qualité                                                             |
| ---------------------------------------- | -------------------------- | -------------------------- | ----------------------------- | ------------------------------------------------------------------- |
| Les données manquantes sont à compléter. |                            |                            |                               |                                                                     |
| mai 1953                                 | mars 1983                  | Maurice Martel (1915-1995) |                               | Hôtelier, président de la Fédération française de ski (1962 → 1974) |
| mars 1983                                | mars 1989                  | François Burnier           |                               |                                                                     |
| mars 1989                                | mars 2001                  | Georges Hottegindre        | DVD                           | Directeur de société                                                |
| mars 2001                                | En cours (au 15 mars 2020) | Jean-Marc Peillex          | UDF puis DVD puis UDI puis RE | Chef d'entreprise Conseiller départemental du Mont-Blanc (2015 → )  |

### Jumelages
Au 23 juillet 2016, Saint-Gervais-les-Bains est jumelée avec :
- Waldbronn (Allemagne) depuis 1986

## Population et société

### Démographie

#### Évolution démographique
Les habitants de Saint-Gervais-les-Bains sont appelés les Saint-Gervolains (ou Saint-Gervelains).
L'évolution du nombre d'habitants est connue à travers les recensements de la population effectués dans la commune depuis 1793. Pour les communes de moins de 10 000 habitants, une enquête de recensement portant sur toute la population est réalisée tous les cinq ans, les populations de référence des années intermédiaires étant quant à elles estimées par interpolation ou extrapolation. Pour la commune, le premier recensement exhaustif entrant dans le cadre du nouveau dispositif a été réalisé en 2008.

En 2022, la commune comptait 5 678 habitants, en évolution de +2,2 % par rapport à 2016 (Haute-Savoie : +6,01 %, France hors Mayotte : +2,11 %).
| 1793  | 1800  | 1806  | 1822  | 1838  | 1848  | 1858  | 1861  | 1866  |
| ----- | ----- | ----- | ----- | ----- | ----- | ----- | ----- | ----- |
| 2 842 | 1 756 | 1 805 | 2 248 | 2 477 | 2 353 | 1 929 | 1 850 | 2 060 |

| 1872  | 1876  | 1881  | 1886  | 1891  | 1896  | 1901  | 1906  | 1911  |
| ----- | ----- | ----- | ----- | ----- | ----- | ----- | ----- | ----- |
| 1 993 | 1 977 | 1 976 | 1 913 | 1 891 | 1 928 | 2 022 | 2 174 | 2 475 |

| 1921  | 1926  | 1931  | 1936  | 1946  | 1954  | 1962  | 1968  | 1975  |
| ----- | ----- | ----- | ----- | ----- | ----- | ----- | ----- | ----- |
| 2 192 | 2 399 | 2 645 | 2 775 | 3 574 | 4 185 | 4 011 | 4 258 | 4 556 |

| 1982  | 1990  | 1999  | 2006  | 2008  | 2013  | 2018  | 2022  | - |
| ----- | ----- | ----- | ----- | ----- | ----- | ----- | ----- | - |
| 4 661 | 5 124 | 5 276 | 5 594 | 5 681 | 5 551 | 5 590 | 5 678 | - |

#### Pyramide des âges
En 2018, le taux de personnes d'un âge inférieur à 30 ans s'élève à 32,4 %, soit en dessous de la moyenne départementale (35,9 %). À l'inverse, le taux de personnes d'âge supérieur à 60 ans est de 26,1 % la même année, alors qu'il est de 22,1 % au niveau départemental.
En 2018, la commune comptait 2 777 hommes pour 2 813 femmes, soit un taux de 50,32 % de femmes, légèrement inférieur au taux départemental (50,80 %).
Les pyramides des âges de la commune et du département s'établissent comme suit.
| Hommes | Classe d’âge | Femmes |
| ------ | ------------ | ------ |
| 0,6    | 90 ou +      | 2,4    |
| 6,9    | 75-89 ans    | 9,7    |
| 16,1   | 60-74 ans    | 16,5   |
| 21,8   | 45-59 ans    | 22,6   |
| 19,7   | 30-44 ans    | 18,8   |
| 17,5   | 15-29 ans    | 14,9   |
| 17,3   | 0-14 ans     | 15,1   |

| Hommes | Classe d’âge | Femmes |
| ------ | ------------ | ------ |
| 0,6    | 90 ou +      | 1,4    |
| 5,9    | 75-89 ans    | 7,9    |
| 14,2   | 60-74 ans    | 15,3   |
| 20,7   | 45-59 ans    | 20,3   |
| 21,8   | 30-44 ans    | 21,4   |
| 17,4   | 15-29 ans    | 15,6   |
| 19,5   | 0-14 ans     | 18     |

#### Ménages
Le nombre total de ménages Saint-Gervelins est de 2 213. Ces ménages ne sont pas tous égaux en nombre d'individus. Certains de ces ménages comportent une personne, d'autres deux, trois, quatre, cinq voire plus de six personnes. Voici ci-dessous, les données en pourcentage de la répartition de ces ménages par rapport au nombre total de ménages.
| Ménages de :                | 1 personne | 2 pers. | 3 pers. | 4 pers. | 5 pers. | 6 pers. ou + |
| --------------------------- | ---------- | ------- | ------- | ------- | ------- | ------------ |
| Saint-Gervais-les-Bains     | 32,1 %     | 30 %    | 15,6 %  | 14,8 %  | 5,7 %   | 1,8 %        |
| Moyenne Nationale           | 31 %       | 31,1 %  | 16,2 %  | 13,8 %  | 5,5 %   | 2,4 %        |
| Sources des données : INSEE |            |         |         |         |         |              |

### Enseignement
La commune de Saint-Gervais est située dans l'académie de Grenoble. En 2016, elle administre cinq établissements regroupant 3 écoles maternelles et cinq écoles élémentaires appartenant à la circonscription des Pays du Mont-Blanc. L'école Marie Paradis, située au chef-lieu, regroupe 123 élèves. Les établissements situés dans les villages environnants sont l'école élémentaire de Bionnay accueille 15 élèves ; l'école élémentaire du Mont-Joly regroupe 36 élèves, ainsi que le groupe scolaire du Fayet accueille quant à lui 188 élèves.
La commune possède une école primaire privée, l'Assomption, avec 80 élèves, dont la poursuite des études peut se faire au sein du collège du même nom, tous deux situés au chef-lieu.
Le collège public de rattachement des écoles de la commune est le collège de Varens, situé à Passy, qui accueille environ 800 élèves.
À côté de l'église du Fayet, dans le quartier dit de l'Abbaye, se trouve le lycée du Mont-Blanc-René-Dayve, avec notamment des sections sportives et des post bac. On trouve également une section professionnelle. L'établissement possède un internat.

### Manifestations culturelles et festivités

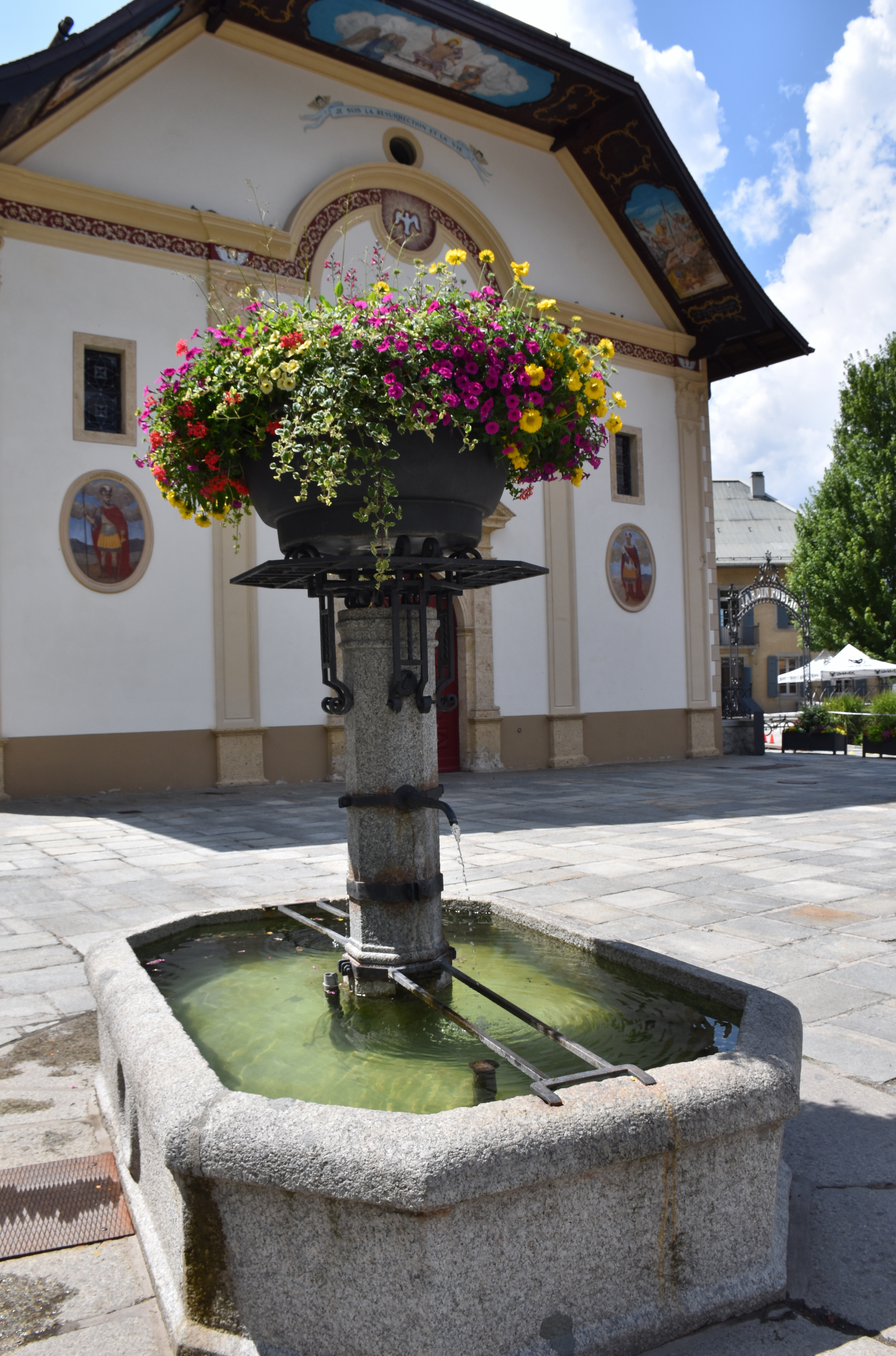
La fontaine de l'esplanade de l'église.

- Mont-Blanc des Médias de Saint-Gervais
- Festival Mont-Blanc d'humour
- Les Indézikables, festival de musiques de Saint-Gervais (2001 à 2004, puis depuis 2010)
- Festival Musique et Patrimoine en Pays du Mont Blanc[55] chaque année, début août

### Sports

#### Cyclisme
Il y a eu plusieurs arrivées et départs du Tour de France à Saint-Gervais. Les arrivées ont été au Bettex (9,8 km à 8 %) ou à Bionnay, sur la route des Contamines.
| Édition | Étape                                              | Kilométrage | Vainqueur de l'étape |
| ------- | -------------------------------------------------- | ----------- | -------------------- |
| 1990    | 10e étape (Genève - Saint-Gervais-Mont-Blanc)      | 118,5       | Thierry Claveyrolat  |
| 1992    | 12e étape (Dole - Saint-Gervais-Mont-Blanc)        | 267,5       | Rolf Jaermann        |
| 2016    | 19e étape (Albertville - Saint-Gervais-Mont-Blanc) | 146         | Romain Bardet        |
| 2023    | 15e étape (Les Gets - Saint-Gervais-Mont-Blanc)    | 179         | Wout Poels           |

Deux arrivées d'étape du Critérium du Dauphiné ont également été organisées avec l'ascension finale du Bettex. La première fois, c'était 2015 avec la victoire de Christopher Froome, lâchant Tejay van Garderen à 1,5 km de l'arrivée. La seconde fois c'était en 2018 lors de la dernière étape avec la victoire d'Adam Yates, rattrapant sur le fil l'échappée de Daniel Navarro. Geraint Thomas, 5e de l'étape, conservait son maillot jaune.

#### Autres sports

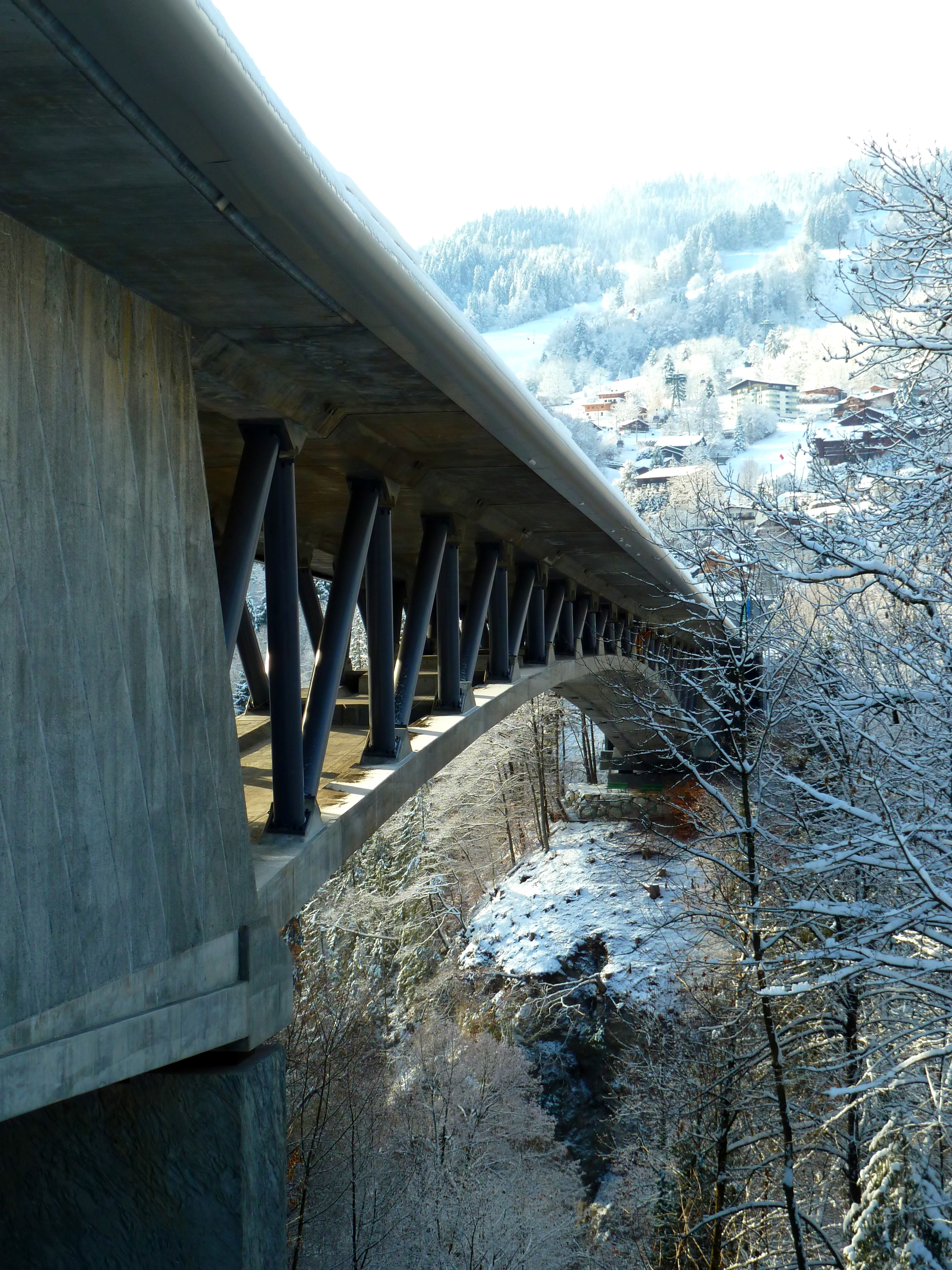
Le viaduc de Saint-Gervais.

Presque chaque année, la patinoire olympique de Saint-Gervais accueille un gala de patinage artistique regroupant les plus grands champions de patinage (Brian Joubert, Olivier Schoenfelder, Isabelle Delobel...).
La station de Saint-Gervais accueille la seule base de saut à l'élastique de Savoie et de Haute-Savoie. Grâce à la construction du viaduc de Saint-Gervais, achevé en 2012, une base de saut à l'élastique propose pour les amateurs de sensations fortes un saut de 65 m dans les gorges du Bonnant. Sous le viaduc, une salle d'escalade a également vu le jour dans la pile située rive droite (côté bourg). Avec 403 m2 de surface grimpable, ce sont deux murs d'escalade de 9 m de haut et d'environ 10 m de long qui permettent de grimper toute l'année sur une cinquantaine de voies allant du 3c au 8a.
Chaque année au mois de juillet, Saint-Gervais accueille la montée du Nid d'Aigle, course pédestre.

### Médias
La commune édite un nouveau bulletin municipal, PROJECTIONS (no 1 - septembre/octobre/novembre 2014), distribué à tous les habitants. Il est également possible de le consulter sur le site de la ville.

#### Radios et télévisions
La commune est couverte par des antennes locales de radios dont France Bleu Pays de Savoie, ODS Radio, Radio Mont-Blanc, La Radio Plus ou encore Radio Giffre… Enfin, la chaîne de télévision locale TV8 Mont-Blanc diffuse des émissions sur les pays de Savoie. Régulièrement l'émission La Place du village expose la vie locale. France 3 et sa station régionale France 3 Alpes, peuvent parfois relater les faits de vie de la commune.

#### Presse et magazines
La presse écrite locale est représentée par des titres comme Le Dauphiné libéré, L'Essor savoyard, Le Messager - édition Faucigny, le Courrier savoyard, ou l'édition locale Le Faucigny.

#### Internet

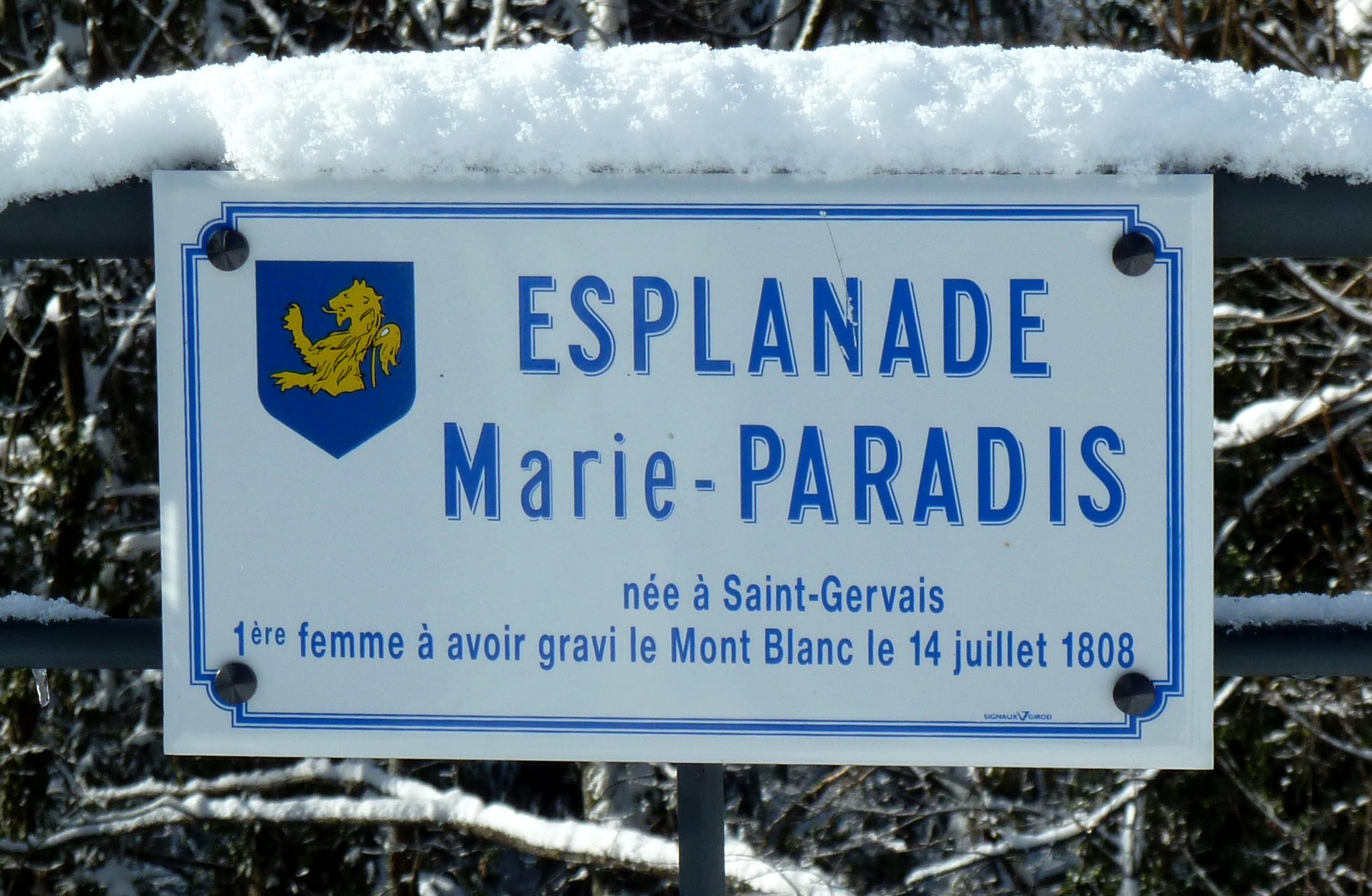
Plaque honorant Marie Paradis.

Saint-Gervais-les-Bains a été récompensée pour sa politique Internet par le label « Ville Internet » depuis 2013 par @@.

### Personnalités liées à la commune
- L'écrivain Jean-Christophe Rufin a résidé une grande partie de l'année à Saint-Nicolas-de-Véroce jusqu'à sa nomination comme ambassadeur de France au Sénégal et en Gambie[59].
- Marie Paradis, première femme au sommet du mont Blanc, en 1808.
- Jeannie Longo, née en 1958, championne cycliste française.
- Jean-Michel Boissonnier (né en 1952), joueur professionnel de hockey sur glace français.

## Économie

### Revenus de la population et fiscalité
Le revenu moyen par ménage au sein de la commune est d'environ 16 610 €/an contre 15 027 €/an au niveau national.

### Emploi
Le taux de chômage au sein de la commune est de 3,9 % en 2007. Ce taux est deux fois plus faible que la moyenne nationale qui s'élève quant à elle pour la même période, à 7,9 %. Le taux d'activité entre 25 et 54 ans s'établit à 93,1 % ce qui équivaut à la moyenne nationale qui est de 89,4 %. On comptait 78,4 % d'actifs contre 7,5 % de retraités dont le nombre est proche de la moyenne nationale (8,3 %). Il y avait 7,1 % de jeunes scolarisés et 21,6 % de personnes sans activité.
Répartition des emplois par domaine d'activité
|                             | Agriculteurs | Artisans, commerçants, chefs d'entreprise | Cadres, professions intellectuelles | Professions intermédiaires | Employés | Ouvriers |
| --------------------------- | ------------ | ----------------------------------------- | ----------------------------------- | -------------------------- | -------- | -------- |
| Saint-Gervais-les-Bains     | 1,3 %        | 13,3 %                                    | 10,4 %                              | 23,6 %                     | 30,1 %   | 21,4 %   |
| Moyenne Nationale           | 2,1 %        | 5,9 %                                     | 15,8 %                              | 24,8 %                     | 28,5 %   | 22,9 %   |
| Sources des données : INSEE |              |                                           |                                     |                            |          |          |

### Commerce
La commune possède de nombreux commerces et services.

### Tourisme
En 2014, la capacité d'accueil de la commune, estimée par l'organisme Savoie Mont Blanc, est de 29 261 lits touristiques répartis dans 5 078 structures. Les hébergements se répartissent comme suit : 530 meublés ; 5 résidences de tourisme ; 24 hôtels ; une structure d'hôtellerie de plein air ; 14 centres ou villages de vacances/auberges de jeunesse ; 16 refuges ou gîtes d'étape et trois chambres d'hôtes.
La station reçoit en 2015 le cinquième prix de « Meilleure Destination Européenne de ski d'Europe » (Best ski resorts in Europe 2016).
Outre les sports d'hiver, la commune est également prisée pour les destinations de randonnées qu'elle offre, notamment dans le massif du Mont-Blanc dans les secteurs du Prarion, du col de Voza, du glacier de Bionnassay, du col de Tricot et des chalets de Miage qui sont traversés par le GR 5, le GR Tour du Mont-Blanc et le GRP Tour du Pays du Mont-Blanc. Certains de ces points d'intérêts peuvent être rejoints ou approchés via le tramway du Mont-Blanc qui constitue à lui seul une attraction. Le parc thermal au Fayet comporte le Petit Train du Parc Thermal, une autre ligne de chemin de fer touristique en proportions bien plus modestes.
Outre les sommets, glaciers, à pics, torrents et cascades du massif du Mont-Blanc, le patrimoine naturel de la commune est également représenté par la cascade de Crépin en amont des thermes, les gorges de la Gruvaz en aval des chalets de Miage, les cheminées de fées au-dessus du Fayet, les anciennes ardoisières de la tête de la Charme ou encore le panorama du mont Joly.

## Culture locale et patrimoine

### Lieux et monuments

#### Patrimoine culturel
- Église Saint-Gervais-et-Saint-Protais
 Classée MH (1987) Église primitive peut-être antérieure au XIIe siècle[65],[66]. Elle est reconstruite à la fin du XVIIe siècle[67] à l'exception du clocher des XIVe et XVIe siècles[66]. Elle est dédiée à saint Gervais, martyr du Ier siècle[68].
- Église Saint-Nicolas-de-Véroce
 Classée MH (2006) Église du XIe siècle[69], dédiée à saint Nicolas. L'édifice est un mélange d'art baroque et de néoclassique.
- Nombreuses chapelles dont celles des Plans  Inscrit MH (1975)[70], des Chattrix (XVIIIe siècle)  Inscrit MH (1976)[71] ou encore des Praz (ou Pratz) du XVIIe siècle, fondée avec le hameau par le marchand Nicolas Revenaz[68],[72].
- Maison forte de Hautetour : cet édifice de la seconde moitié du XVIIIe siècle situé à proximité du centre-ville abrite un musée présentant une ascension virtuelle du mont Blanc ainsi que l’histoire des guides de Saint-Gervais. Il programme également des expositions temporaires et accueille des artistes en résidence[73].
- Site castral de Saint-Gervais-les-Bains  Inscrit MH (1989).
- Musée d'art sacré Saint-Nicolas-de-Véroce
Le musée d'Art Sacré de Saint-Nicolas, installé dans le presbytère de la paroisse, accueille des œuvres variées, textiles et vêtements liturgiques, statues de bois polychromes, pièces d'orfèvrerie, dont un certain bénéficie du classement au titre des Monuments Historiques, sont datés du XVe au XIXe siècle. La salle des colporteurs accueille des expositions et des ateliers pédagogiques.

#### Le Nid d'Aigle

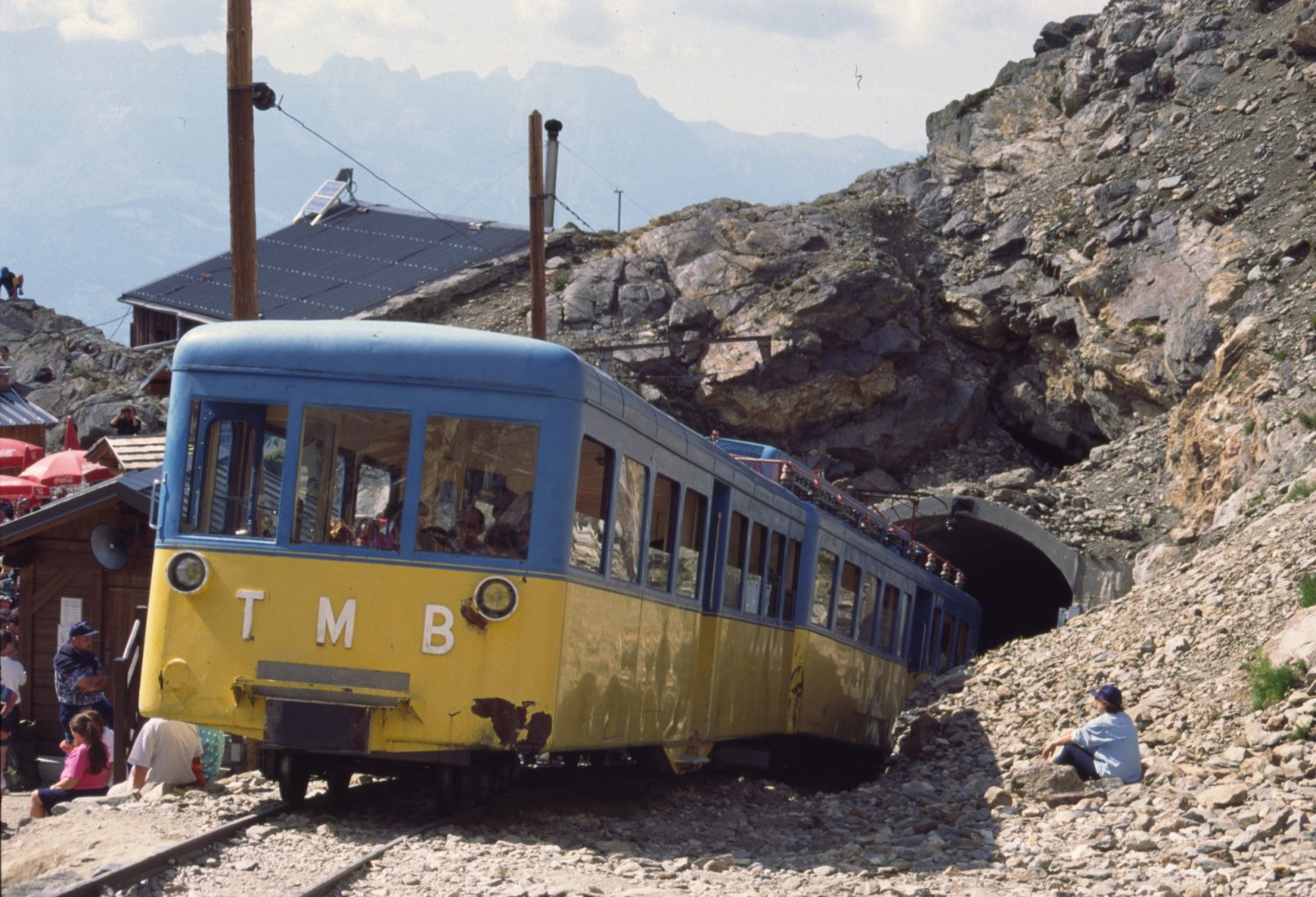
Vue du terminus du TMB au Nid d'Aigle.

Le Nid d'Aigle est un point de vue panoramique qui accueille la gare terminus du tramway du Mont-Blanc (TMB), située sur la commune de Saint-Gervais-les-Bains. Elle accueille les alpinistes ainsi que les promeneurs à 2 362 mètres d'altitude, au-dessous du glacier de Bionnassay. L'hiver, le chemin de fer s'arrête à la gare de Bellevue, car la gare du Nid-d'Aigle n'est pas accessible en raison des risques d'avalanche. Un nouveau refuge est construit en 2006 pour remplacer l'ancien construit en 1933 par Georges Orset et détruit par un incendie en 2002. Le voyage du Fayet au Nid d'Aigle dure environ trois quarts d'heure et un de ses intérêts est le panorama. C'est au Nid d'Aigle que part la « Voie Royale » du mont Blanc (voir le chapitre sur les différents itinéraires), par le refuge de Tête rousse puis le refuge du Goûter.

#### Les palaces
Période florissante de Saint-Gervais qui atteint un renom international. Les entrepreneurs locaux, souvent issus de l'émigration parisienne, construisent les grands hôtels de Saint-Gervais comme le Mont-Joly Palace  Inscrit MH (1997), pour recevoir les invités de marque comme la duchesse d'Orléans, l’Aga Khan, le maréchal Joffre, la reine de Hollande, Jean-Pierre Blum, ou Maurice Leblanc, le créateur d'Arsène Lupin. Ces grands hôtels vont marquer la station au début du XXe siècle : ce sont eux qui vont façonner le bourg avec les villas construites par cette clientèle bourgeoise et aristocratique du début de ce siècle. Ils vont décliner dans les années 1930.

#### Les chalets-hôtels

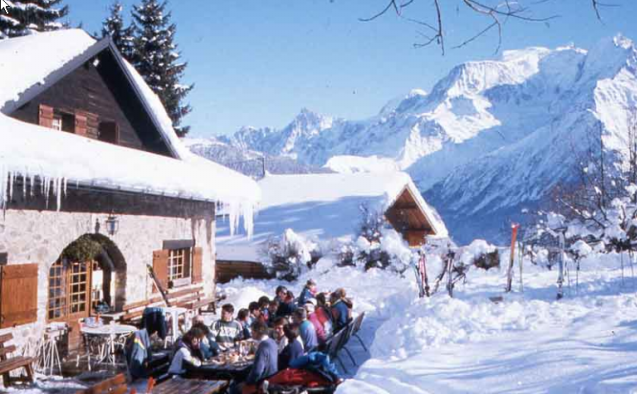
Le Chalet Remy en hiver.

Souvent d'anciennes fermes ont été transformées progressivement en refuge puis en hôtel. Le chalet Remy en est un exemple. Remy était le propriétaire d'une ancienne ferme du XVIIIe siècle qu'il a aménagée en refuge-hôtel vers 1940. Les boiseries panneaux et plafonds lambrissés datent des années 1940 de même que l'escalier qui occupe le volume central.

### Espaces verts et fleurissement
En 2014, Saint-Gervais-les-Bains est une « ville fleurie » avec quatre fleurs attribuées par le Conseil national des villes et villages fleuris de France au concours des villes et villages fleuris.

### Héraldique, logotype et devise
| Armes de Saint-Gervais-les-Bains | Les armes de Saint-Gervais-les-Bains, peuvent se blasonner ainsi : D'azur au lion naissant d'or. |

## Pour approfondir